# Mormopterus kalinowskii
Mormopterus kalinowskii — вид кажанів родини молосових, виявлений в Чилі і Перу.